# Diritti LGBT in Guinea-Bissau

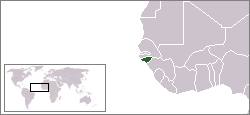

In Guinea-Bissau le persone LGBT non sono perseguitate ma non dispongono di alcuna tutela per la discriminazione.
Le coppie formate da persone dello stesso sesso non hanno alcun riconoscimento giuridico.

## Leggi sull'omosessualità
L'omosessualità maschile e femminile è legale dal 1993 in Guinea-Bissau.
Nel dicembre 2008, la Guinea-Bissau è diventata una delle 66 nazioni a firmare la "Dichiarazione delle Nazioni Unite sui diritti umani, l'orientamento sessuale e l'identità di genere", che sostiene la depenalizzazione dell'omosessualità e dell'identità transgender.

## Protezione contro le discriminazioni
Non esiste nessuna protezione per le persone LGBT. Il 90% delle persone che vivono nel paese ha affermato che l'omosessualità non è un problema.

## Riconoscimento delle relazioni tra persone dello stesso sesso
Il rapporto sui diritti umani del Dipartimento di Stato degli Stati Uniti del 2011 ha rilevato che, in materia di famiglia, "la legge (nel 2011) ha riconosciuto solo alle coppie eterosessuali sposate degli aiuti governativi."

## Adozione
Secondo le leggi le persone single e sposate hanno i requisiti per adottare (senza menzionare le persone LGBT).

## Condizioni di vita
Di 19 paesi africani esaminati nel 2010, la Guinea-Bissau è stato uno dei più tolleranti nei confronti del comportamento omosessuale. Il nove per cento degli intervistati in Guinea-Bissau ha affermato che il comportamento omosessuale è moralmente accettabile, con il quindici per cento che afferma che non è un problema.
Il rapporto sui diritti umani del Dipartimento di Stato degli Stati Uniti del 2012 ha rilevato che non ci sono leggi che criminalizzano l'orientamento sessuale ma le leggi antidiscriminazione non si applicano alle persone lesbiche, gay, bisessuali e transgender. Non sono stati segnalati incidenti violenti o altre violazioni dei diritti umani rivolte a individui sulla base del loro orientamento sessuale o identità di genere. Non c'era alcuna discriminazione ufficiale basata sull'orientamento sessuale o sull'identità di genere nel lavoro o nell'accesso all'istruzione e all'assistenza sanitaria,  tuttavia, secondo le linee guida del governo per le indennità di alloggio dei dipendenti pubblici, solo le coppie sposate eterosessuali avevano diritto a un alloggio a misura di famiglia, mentre, le coppie dello stesso sesso ricevevano la quota per una persona sola.

## Opinione pubblica
Secondo uno studio del 2010 del Pew Research Center i tabù sociali contro l'omosessualità a volte limitavano la libertà d'espressione dell'orientamento sessuale, eppure la società era relativamente tollerante nei confronti della condotta omosessuale consensuale.

## Tabella riassuntiva
| Attività e relazioni sessuali legali                                                  | (dal 1993) |
| Parità dell'età di consenso                                                           | (dal 1993) |
| Leggi anti-discriminazione sul lavoro                                                 | No         |
| Leggi anti-discriminazione nella fornitura di beni e servizi                          | No         |
| Leggi anti-discriminazione in tutti gli altri settori (incluse le espressioni d'odio) | No         |
| Matrimonio egualitario                                                                | No         |
| Unione civile                                                                         | No         |
| Step-child adoption                                                                   | No         |
| Adozione                                                                              | No         |
| Autorizzazione a prestare servizio nelle forze armate                                 | Yes        |
| Diritto di cambiare genere nei documenti                                              |            |
| Accesso alla fecondazione in vitro per le lesbiche                                    | No         |
| Surrogazione di maternità                                                             | No         |
| Permesso di donare il sangue                                                          | Yes        |